# Grijskopbuizerd
De grijskopbuizerd (Butastur indicus) is een roofvogel uit de familie van de Accipitridae (havikachtigen).

## Verspreiding en leefgebied
Deze soort broedt in oostelijk Siberië, Japan, Korea en noordoostelijk China en trekt na de broedtijd naar Zuidoost-Azië, Indonesië en de Filipijnen.

## Status
De grootte van de populatie is in 2001 geschat op minimaal 100 duizend wassen vogels. Op de Rode lijst van de IUCN heeft deze soort de status niet bedreigd.